# Villanueva de Tapia (kommunhuvudort)
Villanueva de Tapia är en kommunhuvudort i Spanien.   Den ligger i provinsen Provincia de Málaga och regionen Andalusien, i den södra delen av landet, 400 km söder om huvudstaden Madrid. Villanueva de Tapia ligger 649 meter över havet och antalet invånare är 1 695.
Terrängen runt Villanueva de Tapia är kuperad åt nordväst, men åt sydost är den platt.Runt Villanueva de Tapia är det ganska glesbefolkat, med 43 invånare per kvadratkilometer. Närmaste större samhälle är Archidona, 10,7 km sydväst om Villanueva de Tapia. Omgivningarna runt Villanueva de Tapia är i huvudsak ett öppet busklandskap.